# Vũ khí nhà văn
Vũ khí nhà văn hay Máy đánh chữ Chicago (Hangul: 시카고 타자기; Hanja: 시카고 打字機; RR: Sikago Tajagi) là một bộ phim truyền hình Hàn Quốc năm 2017 với sự góp mặt của Yoo Ah-in, Im Soo-jung và Go Kyung-pyo. Được công chiếu vào ngày 7 tháng 4 năm 2017, vào mỗi thứ 6 và thứ 7 lúc 20:00 (KST) trên kênh tvN.

## Nội dung
Phim xoay quanh các nhà văn sống trong thời Nhật Bản chiếm đóng năm 1930 ở Hàn Quốc, mạch phim đan xem kiếp sau của một nhà văn là chủ nhân những đầu sách đang bán chạy nhất trên kệ bỗng dưng tuột cảm hứng, cùng một người hâm mộ nữ cuồng sách và một người viết thuê.
Chicago Typewriter được giới thiệu là bộ phim xoay quanh 3 người bạn sống ở những năm 1930, trong thời kì Triều Tiên thuộc Nhật. Họ được đầu thai ở kiếp này, hai trong số đó trở thành nhà văn nổi tiếng Han Se Joo, kiếp sau của Seo Hwi Young, và "người hâm mộ đầu tiên" của anh ta, Jeon Seol (Im Soo Jung), kiếp sau của Ryu Soo Yeon. Người còn lại chính là Yoo Jin Oh, luôn xuất hiện trong những bộ vest cổ điển dù là ở kiếp nào. Ban đầu, Han Se Joo luôn dè chừng trước Jeon Seol và thậm chí còn cho rằng cô chính là người đã cung cấp thông tin bí mật về anh ta cho nhà báo, đẩy anh ta vào cơn khủng hoảng sau cái chết của một fan cuồng. Thế nhưng, điều kì lạ là, một cô gái trông rất giống Jeon Seol luôn xuất hiện trong những kí ức rời rạc mà Han Se Joo nhìn thấy thông qua chiếc máy đánh chữ Chicago "rùng rợn" và những giấc mơ của anh ta. Han Se Joo vẫn chưa ý thức được những hình ảnh chân thực ấy chính là kiếp trước của mình. Anh ta quyết định sẽ dựa trên chúng để sáng tác nhưng vì khủng hoảng nên không thể viết nổi điều gì. Đúng lúc này, một nhà văn "ma" xuất hiện, sử dụng chiếc máy đánh chữ Chicago trong căn phòng của Han Se Joo và viết ra chính những gì Han Se Joo nhìn thấy, những gì mà anh ta muốn viết. Và người đó không ai khác chính là Yoo Jin Oh.

## Diễn viên

### Chính
- Yoo Ah-in vai Han Se-joo / Seo Hwi-young
  - Choi Min-young vai Han Se-joo lúc nhỏ

Một nhà văn nổi tiếng mắc bệnh người nổi tiếng - có cả tấn người hâm mộ nhưng thật ra trong lòng lại cực kỳ chán nản
- Im Soo-jung vai Jeon Seol / Ryu Soo-yeon
  - Choi Myung-bin vai Jeon Seol lúc nhỏ

Một bác sĩ thú y cuồng văn học và là người hâm mộ nhiệt tình  của Han Se-joo
- Go Kyung-pyo vai Yoo Jin-oh / Shin Yool

Một người viết thế với phong cách viết thiên tài, người có tính khôi hài và yêu âm nhạc đặc biệt là nhạc jazz ngoài ra anh còn thích sưu tầm đồ cổ
- Kwak Si-yang vai Baek Tae-min / Heo Young-min
  - Son Sang-yeon vai Baek Tae-min lúc nhỏ

### Bạn bè của Han Se-joo
- Jo Woo-jin vai Gal Ji-suk
- Oh Na-ra vai Secretary Kang

### Bạn bè của Jeon Seol
- Yang Jin-sung vai Ma Bang-jin
  - Kwak Ji-hye vai Ma Bang-jin lúc nhỏ
- Jeon Soo-kyung vai Wang Bang-wool
- Kang Hong-suk vai Won Dae-han
  - Song Joon-hee vai lúc nhỏ Won Dae-han
- Ji Dae-han vai Won Man-hae

### Bạn bè của Baek Tae-min
- Cheon Ho-jin vai Beak Do-ha
- Jo Kyung-sook vai Hong So-hee

### Các vai khác
- Lee Kyu-bok vai Song Jong-wook
- Kim Hyun-sook vai Veterinarian
- Shim Min vai Mi-young
- Kim Sung-hoon vai Lee Jung-bong
- Park Ji-hoon vai Jeon Doo-yeob
- Kim Ki-soo vai Jo Sang-chul
- Park Sun-im vai Hannah Kim
- Choi Kyo-shik vai người dọn vượcf
- Jung Byung-ho as Yang ho-pil

### Các vai khách mời
- Yoo Byung-jae vai người chăn nai (tập 2)
- Choi Deok-moon vai cha Jeon Seol (tập 3 & 16)
- Choi Song-hyun vai MC (tập 3)
- Cosmic Girls vai chính họ (tập 3)
- Jeon Mi-seon vai mẹ Jeon Seol kiếp sau / Madam Sophia (tập 9-11 & 13-16)
- Woo Do-im vai Jo Sang-mi (tập 10-15)

## Sản xuất
Kịch bản phim viết bởi biên kịch Jin Soo-wan từng rất thành công với Moon Embracing the Sun (2012) và Kill Me, Heal Me (2015). Bộ phim cũng là sự trở lại của Im Soo-jung trên màn ảnh nhỏ sau 13 năm kể từ năm 2004.

## Nhạc phim

### OST Part 1
| STT              | Nhan đề             | Phổ lời                               | Phổ nhạc                    | Artists          | Thời lượng |
| ---------------- | ------------------- | ------------------------------------- | --------------------------- | ---------------- | ---------- |
| 1.               | "Satellite" (위성)  | Nam Hye-seung Park Sang-hee Jello Ann | Nam Hye-seung Park Sang-hee | SALTNPAPER       | 03:53      |
| 2.               | "Satellite" (Inst.) |                                       | Nam Hye-seung Park Sang-hee |                  | 03:53      |
| Tổng thời lượng: | Tổng thời lượng:    | Tổng thời lượng:                      | Tổng thời lượng:            | Tổng thời lượng: | 07:46      |

### OST Part 2
| STT              | Nhan đề                                | Phổ lời                        | Phổ nhạc           | Artist           | Thời lượng |
| ---------------- | -------------------------------------- | ------------------------------ | ------------------ | ---------------- | ---------- |
| 1.               | "Blooming Memories" (아주 오래된 기억) | Nam Hye-seung Park Jin-ho MIYO | Nam Hye-seung MIYO | Baek Ye-rin      | 03:44      |
| 2.               | "Blooming Memories" (Inst.)            |                                | Nam Hye-seung MIYO |                  | 03:44      |
| Tổng thời lượng: | Tổng thời lượng:                       | Tổng thời lượng:               | Tổng thời lượng:   | Tổng thời lượng: | 07:28      |

### OST Part 3
| STT              | Nhan đề                                      | Phổ lời          | Phổ nhạc         | Artist           | Thời lượng |
| ---------------- | -------------------------------------------- | ---------------- | ---------------- | ---------------- | ---------- |
| 1.               | "Writing Our Stories" (우리의 얘기를 쓰겠소) | CuzD Ricky Dona  | CuzD Ricky Dona  | SG Wannabe       | 03:59      |
| 2.               | "Writing Our Stories" (Inst.)                |                  | CuzD Ricky Dona  |                  | 03:37      |
| Tổng thời lượng: | Tổng thời lượng:                             | Tổng thời lượng: | Tổng thời lượng: | Tổng thời lượng: | 07:36      |

### OST Part 4
| STT              | Nhan đề               | Phổ lời          | Phổ nhạc                                                           | Artist           | Thời lượng |
| ---------------- | --------------------- | ---------------- | ------------------------------------------------------------------ | ---------------- | ---------- |
| 1.               | "Be My Light"         | Kevin Oh         | Daniel Davidsen Katrine "Neya" Klith Peter Wallevik Singing Beetle | Kevin Oh         | 03:48      |
| 2.               | "Be My Light" (Inst.) |                  | Daniel Davidsen Katrine "Neya" Klith Peter Wallevik Singing Beetle |                  | 03:48      |
| Tổng thời lượng: | Tổng thời lượng:      | Tổng thời lượng: | Tổng thời lượng:                                                   | Tổng thời lượng: | 07:36      |

### OST Part 5
| STT              | Nhan đề          | Phổ lời                 | Phổ nhạc                    | Artist           | Thời lượng |
| ---------------- | ---------------- | ----------------------- | --------------------------- | ---------------- | ---------- |
| 1.               | "Come With Me"   | Kim Hee-jin Jo Hye-eum  | Nam Hye-seung Park Sang-hee | Boni Pueri       | 03:58      |
| 2.               | "Time Walk"      | Jello Ann Nam Hye-seung | Nam Hye-seung Park Sang-hee | Boni Pueri       | 03:30      |
| Tổng thời lượng: | Tổng thời lượng: | Tổng thời lượng:        | Tổng thời lượng:            | Tổng thời lượng: | 07:28      |

### Chicago Typewriter OST
| STT              | Nhan đề                                                   | Phổ lời                               | Phổ nhạc                                                           | Artists          | Thời lượng |
| ---------------- | --------------------------------------------------------- | ------------------------------------- | ------------------------------------------------------------------ | ---------------- | ---------- |
| 1.               | "Chicago Typewriter" (시카고 타자기)                      |                                       | Nam Hye-seung Park Sang-hee                                        |                  | 03:05      |
| 2.               | "Satellite" (위성)                                        | Nam Hye-seung Park Sang-hee Jello Ann | Nam Hye-seung Park Sang-hee                                        | SALTNPAPER       | 03:52      |
| 3.               | "Blooming Memories" (아주 오래된 기억)                    | Nam Hye-seung Park Jin-ho MIYO        | Nam Hye-seung MIYO                                                 | Baek Ye-rin      | 03:43      |
| 4.               | "Writing Our Stories" (우리의 얘기를 쓰겠소)              | CuzD Ricky Dona                       | CuzD Ricky Dona                                                    | SG Wannabe       | 03:59      |
| 5.               | "Be My Light"                                             | Kevin Oh                              | Daniel Davidsen Katrine "Neya" Klith Peter Wallevik Singing Beetle | Kevin Oh         | 03:48      |
| 6.               | "Come With Me"                                            | Kim Hee-jin Jo Hye-eum                | Nam Hye-seung Park Sang-hee                                        | Boni Pueri       | 03:58      |
| 7.               | "Time Walk"                                               | Jello Ann Nam Hye-seung               | Nam Hye-seung Park Sang-hee                                        | Boni Pueri       | 03:30      |
| 8.               | "Satellite" (Inst.)                                       |                                       | Nam Hye-seung Park Sang-hee                                        |                  | 03:52      |
| 9.               | "Blooming Memories" (Inst.)                               |                                       | Nam Hye-seung MIYO                                                 |                  | 03:43      |
| 10.              | "Writing Our Stories" (Inst.)                             |                                       | CuzD Ricky Dona                                                    |                  | 03:37      |
| 11.              | "Be My Light" (Inst.)                                     |                                       | Daniel Davidsen Katrine "Neya" Klith Peter Wallevik Singing Beetle |                  | 03:48      |
| 12.              | "Ghostwriter Yoo Jin-oh" (유령작가 유진오)                |                                       | Nam Hye-seung Park Sang-hee                                        |                  | 02:36      |
| 13.              | "Aim the Gun" (총을 겨누다)                               |                                       | Nam Hye-seung Park Sang-hee                                        |                  | 03:02      |
| 14.              | "Han Se-joo & Jeon Seol" (한세주의 전설)                  |                                       | Nam Hye-seung Park Sang-hee                                        |                  | 03:21      |
| 15.              | "Time Travel" (시간여행)                                  |                                       | Nam Hye-seung Park Sang-hee                                        |                  | 03:12      |
| 16.              | "Remember the Novel We Wrote" (그날의 소설을 함께 기억해) |                                       | Nam Hye-seung Park Sang-hee                                        |                  | 03:10      |
| Tổng thời lượng: | Tổng thời lượng:                                          | Tổng thời lượng:                      | Tổng thời lượng:                                                   | Tổng thời lượng: | 56:16      |

## Tỉ suất người xem
Xanh là thấp nhất đỏ là cao nhất
| Tập #      | Ngàyphátsóng       | Tỉ suất người xem   | Tỉ suất người xem           | Tỉ suất người xem |
| Tập #      | Ngàyphátsóng       | AGB Nielsen Ratings | AGB Nielsen Ratings         | TNmS Ratings      |
| Tập #      | Ngàyphátsóng       | Nationwide          | Seoul National Capital Area | TNmS Ratings      |
| ---------- | ------------------ | ------------------- | --------------------------- | ----------------- |
| 1          | tháng tư 7, 2017   | 2.649%              | 2.924%                      | 3.8%              |
| 2          | tháng tư 8, 2017   | 2.822%              | 3.253%                      | 3.2%              |
| 3          | tháng tư 14, 2017  | 2.235%              | 2.555%                      | 2.3%              |
| 4          | tháng tư 15, 2017  | 2.094%              | 2.688%                      | 2.6%              |
| 5          | tháng tư 21, 2017  | 1.920%              | 1.847%                      | 1.9%              |
| 6          | tháng tư 22, 2017  | 2.236%              | 2.840%                      | 2.6%              |
| 7          | tháng tư 29, 2017  | 2.449%              | 2.546%                      | 2.4%              |
| 8          | tháng tư 29, 2017  | 2.449%              | 3.162%                      | 2.8%              |
| 9          | tháng năm 12, 2017 | 2.322%              | 2.761%                      | 3.7%              |
| 10         | tháng năm 13, 2017 | 2.275%              | 3.034%                      | 2.0%              |
| 11         | tháng năm 19, 2017 | 2.450%              | 2.657%                      | 2.5%              |
| 12         | tháng năm 20, 2017 | 2.252%              | 2.954%                      | 2.4%              |
| 13         | tháng năm 26, 2017 | 2.335%              | 2.795%                      | 2.2%              |
| 14         | tháng năm 27, 2017 | 1.444%              | 1.762%                      | 1.7%              |
| 15         | tháng sáu 2, 2017  | 2.419%              | 2.975%                      | 2.4%              |
| 16         | tháng sáu 3, 2017  | 2.162%              | 2.551%                      | 2.9%              |
| Trung bình | Trung bình         | 2.27%               | 2.71%                       | 2.59%             |

Lưu ý: Bộ phim này phát trên kênh truyền hình cáp / truyền hình trả tiền thường có đối tượng tương đối nhỏ so với truyền hình / phát thanh công cộng miễn phí (KBS, SBS, MBC & EBS).

## Kênh quốc tế
- Malaysia – 8TV (Malaysia) – 13 tháng 6 năm 2017
- Việt Nam – VTC5 (tvBlue) – 5 tháng 5 năm 2017, HTV3 – 15 tháng 7 năm 2017, VTV5 - 2021